# Coprosma virescens
Coprosma virescens är en måreväxtart som beskrevs av Donald Petrie. Coprosma virescens ingår i släktet Coprosma och familjen måreväxter. Inga underarter finns listade i Catalogue of Life.